# Trithemis pallidinervis
Trithemis pallidinervis е вид водно конче от семейство Libellulidae. Видът не е застрашен от изчезване.

## Разпространение и местообитание
Разпространен е в Бангладеш, Виетнам, Индия (Андамански острови, Андхра Прадеш, Асам, Бихар, Гоа, Гуджарат, Дадра и Нагар Хавели, Даман и Диу, Дарджилинг, Делхи, Джаму и Кашмир, Джаркханд, Диу, Западна Бенгалия, Карайкал, Карнатака, Керала, Мадхя Прадеш, Манипур, Махаращра, Махе, Мегхалая, Мизорам, Нагаланд, Никобарски острови, Ориса, Пенджаб, Пондичери, Сиким, Тамил Наду, Трипура, Утар Прадеш, Утаракханд, Харяна, Химачал Прадеш, Чандигарх, Чхатисгарх и Янам), Индонезия, Иран, Камбоджа, Лаос, Малайзия (Западна Малайзия), Мианмар, Непал, Оман, Провинции в КНР, Сингапур, Тайван, Тайланд, Филипини, Хонконг и Шри Ланка.
Обитава гористи местности, влажни места, храсталаци, езера, блата, мочурища и тресавища.